# Alūstān
Alūstān (persiska: آلوستان, Ālūstān, الوستان) är en ort i Iran.   Den ligger i provinsen Golestan, i den norra delen av landet, 300 km öster om huvudstaden Teheran. Alūstān ligger 79 meter över havet och antalet invånare är 430.
Terrängen runt Alūstān är huvudsakligen platt, men söderut är den kuperad. Terrängen runt Alūstān sluttar norrut.Runt Alūstān är det ganska tätbefolkat, med 129 invånare per kvadratkilometer. Närmaste större samhälle är ‘Alīābād-e Katūl, 6,3 km söder om Alūstān. Trakten runt Alūstān består till största delen av jordbruksmark.